# Scalpture
Scalpture ist eine deutsche Death-Metal-Band aus Bielefeld.

## Geschichte
Die Band wurde im Jahre 2009 durch den Sänger Thorsten Pieper und den Gitarristen Felix Marbach gegründet. Später kam der Bassist Anselm Heise dazu, der über seine Berufsschule noch den Schlagzeuger Max Caillourd mitbrachte. Der Bandname hat keine besondere Bedeutung. Er sollte einfach „irgendwie groß und brutal“ klingen und einen Wiedererkennungswert haben. Schon ein Jahr später veröffentlichte die Band ihr erstes Demo Born into Battle. Erst fünf Jahre später erschien im Eigenverlag die EP Border Crossing, die von der Band selbst aufgenommen und von Jörg Uken gemischt und gemastert wurde. Im Sommer 2015 spielten Scalpture auf dem Festival Out and Loud.
Mit Tobias Aselmann holte die Band einen zweiten Gitarristen in die Band, die am 1. Dezember 2016 über Final Gate Records ihr Debütalbum Panzerdoktrin veröffentlichte. Schlagzeuger Max Caillourd verließ die Band und wurde durch Moritz Menke ersetzt. Ein Jahr später verstarb der Bassist Anselm Heise. Erst 2019 wurde mit Niklas Neuwöhner ein Nachfolger gefunden. Zusammen wurde im Hellforge Studio das zweite Studioalbum Eisenzeit aufgenommen, dass am 21. Februar 2020 über FDA Records veröffentlicht wurde. Gemastert wurde das Album vom Darkane-Sänger Lawrence Mackrory. Thorsten Pieper beschrieb Eisenzeit als ein Konzeptalbum über den Ersten Weltkrieg. Am 8. April 2022 folgte das dritte Studioalbum Feldwärts.

## Stil
Scalpture spielen Death Metal und werden von Seiten der Presse oft mit Bands wie Bolt Thrower, Asphyx oder Hail of Bullets verglichen. Viele Texte befassen sich mit dem Thema Krieg. Sänger Thorsten Pieper erklärte, dass der Krieg „ganze Gesellschaften so nachhaltig prägt wie fast nichts anderes“. Die Inspiration für seine Texte holt er sich aus Fachliteratur, die er in seinem Geschichtsstudium verwendet, aber auch aus Romanen wie Im Westen nichts Neues oder Der Weg zurück von Erich Maria Remarque, Berichte von Zeitzeugen, Dokumentationen und Filmen.

## Diskografie

### Alben
- 2016: Panzerdoktrin (Final Gate Records)
- 2020: Eisenzeit (FDA Records)
- 2022: Feldwärts (FDA Records)
- 2025: Landkrieg (Testimony Records)

### Sonstige
- 2010: Born into Battle (Demo, Eigenveröffentlichung)
- 2015: Border Crossing (EP, Eigenveröffentlichung)